# Costa di Sabrina

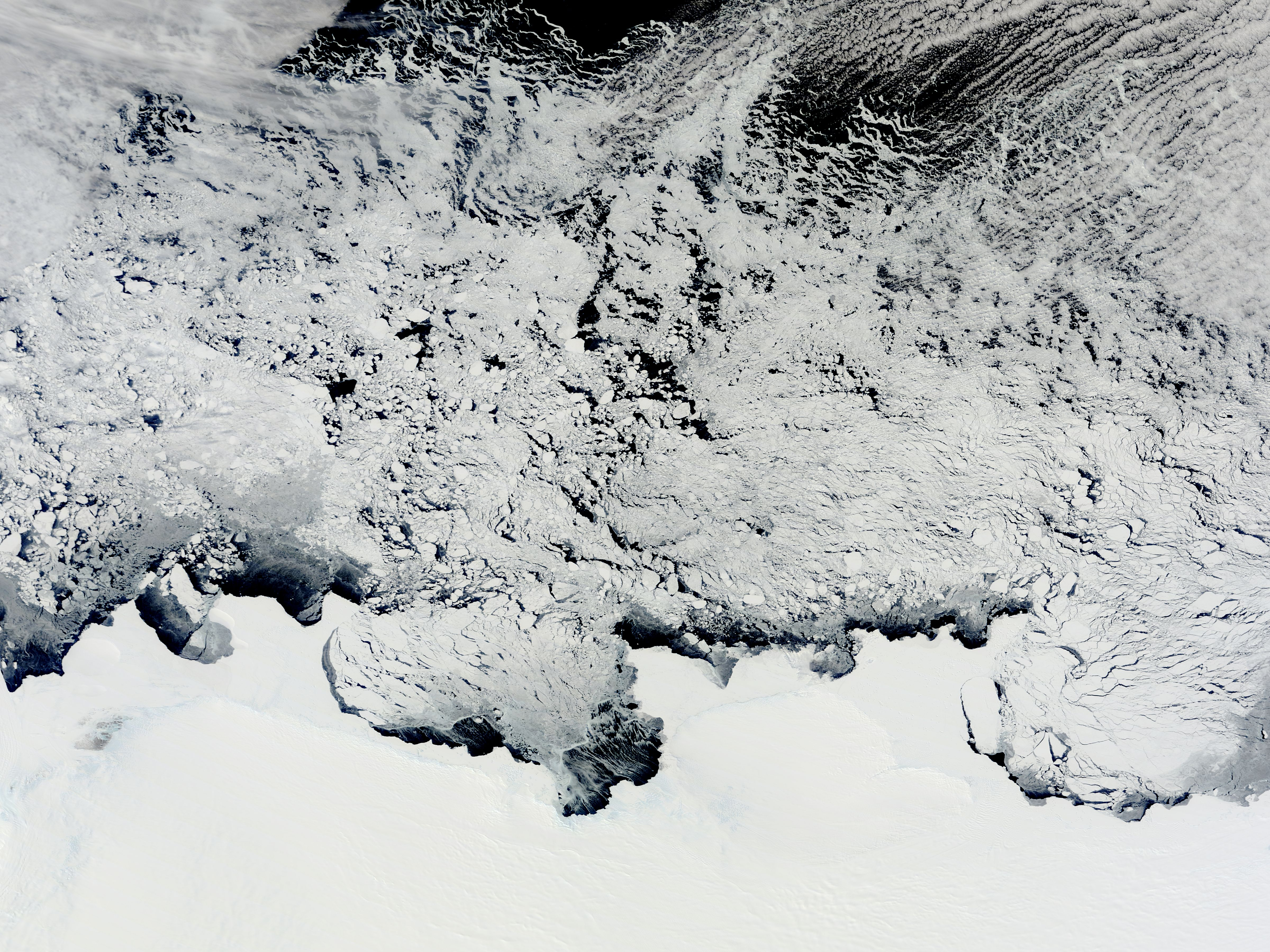
Un'immagine satellitare ottenuta con il MODIS della NASA delle coste, da sinistra a destra, di Knox, di Budd e di Sabrina.

La costa di Sabrina (centrata alle coordinate 67°20′S 119°00′E) è una porzione della costa della Terra di Wilkes, in Antartide. In particolare, la costa di Sabrina si estende tra capo Southard (66°32′S 122°05′E), a est, e capo  Waldron (66°34′S 115°33′E), a ovest, e confina a est con la costa Banzare e a ovest con la costa di Budd.
Il fronte della costa è quasi del tutto occupato dalla piattaforma di ghiaccio Università di Mosca che, dal ghiacciaio Totten, procede verso est fino ad arrivare alla  baia di Paulding, nella costa Banzare.

## Storia
John Balleny fu a lungo accreditato d'aver scoperto questa terra già nel marzo 1839 a circa 117°E. La United States Exploring Expedition (1838-1842), sotto Charles Wilkes delineò poi la configurazione generale di questa costa nel febbraio 1840. Nel 1931 la Spedizione BANZARE, al comando di Douglas Mawson, indicò questa terra a circa un grado di longitudine più a sud rispetto a quello riportato da Balleny e Wilkes.
In riconoscimento allo sforzo di John Balleny, Mawson ribattezzò la costa come Sabrina, da una delle navi che Balleny perse in una tempesta a 95°E nel finire del marzo del 1839.